# Luke Freeman
Luke Anthony Freeman (* 22. März 1992 in Dartford) ist ein englischer Fußballspieler, der seit Sommer 2023 vertraglos ist.

## Karriere

### Im Verein
Luke Freeman begann seine Karriere bei Charlton Athletic, bis er 2003 im Alter von elf Jahren sich der Jugendabteilung des FC Gillingham anschloss. Sein Debüt in der Profimannschaft von Gillingham gab er am 10. November 2007 im FA Cup gegen FC Barnet. Mit fünfzehn Jahren und 233 Tagen wurde er in der 80. Minute für Efe Sodje eingewechselt. Durch seinen Kurzeinsatz brach er zwei Rekorde. Er wurde der jüngste Spieler, der jemals für den FC Gillingham auf dem Platz stand und der in einem FA-Cup-Spiel zum Einsatz kam, er löste damit Lee Holmes und Billy Hughes ab.
Am 30. Januar 2008 unterschrieb er einen Vertrag beim Topklub FC Arsenal, wurde aber für das Jugendteam verpflichtet. Am 8. April 2009 bekam er seinen Profivertrag bei Arsenal. Sein erstes Tor für das Reserveteam erzielte er am 15. Februar 2010 beim 2:1-Sieg über die FC Chelsea Reserve.
Im Juli 2010 wurde er an das Team aus der Football League One Yeovil Town ausgeliehen. Die Leihfrist ging bis Dezember 2010. Bei seinem ersten Ligaspiel erzielte er gegen Leyton Orient gleich sein erstes Tor. Nach 13 Ligaspielen und zwei Toren kehrte er im November 2010 wegen einer Verletzung vorzeitig zum FC Arsenal zurück.
Am 17. November 2011 wurde Freeman bis zum Januar 2012 an den FC Stevenage ausgeliehen, mit Option einer Verlängerung des Leihgeschäftes. Sein Debüt absolvierte er zwei Tage später gegen Leyton Orient bei einem 0:0-Unentschieden. Am 26. Dezember gelang ihm gegen Colchester United (6:1) sein erstes Saisontor. Am 8. Januar kehrte er zum FC Arsenal zurück, nachdem neun Ligaspiele und ein Tor für Stevenage vorweisen konnte. Doch zwei Tage später wechselte er für eine unbekannte Ablösesumme fest zum FC Stevenage und unterschrieb dort einen Vierjahresvertrag. Sein erstes Spiel nach der Vertragsunterzeichnung absolvierte er beim 5:1-Kantersieg über den AFC Rochdale. Dabei erzielte er das 1:0-Führungstor sowie das zwischenzeitliche 4:1 und war an der Entstehung zwei weiterer Tore beteiligt. Am 24. Januar steuerte er beim 4:2-Heimsieg über Milton Keynes Dons drei Torvorlagen bei. Und schon vier Tage später schoss Freeman mit seinem 1:0 gegen Notts County seine Mannschaft in die nächste Runde des FA Cups. Am 14. April traf er beim 6:0 über Yeovil Town doppelt.
2014 wechselte er zu Bristol City, mit denen er 2015 in die Football League Championship aufstieg. Im Januar 2017 wurde er innerhalb der zweiten Liga an die Queens Park Rangers transferiert. Dort unterzeichnete Freeman einen Dreieinhalbjahresvertrag, aber bereits vor Ablauf des Kontrakts zog er vor Beginn der Saison 2019/20 weiter zum Erstligaaufsteiger Sheffield United. Nach lediglich elf Premier-League-Partien in Sheffield absolvierte er die Saison 2020/21 leihweise bei Nottingham Forest und kehrte danach nach Sheffield zurück, das mittlerweile auch nur noch in der zweiten Liga agierte. Zuvor hatte sich Nottingham dazu entschieden, die Option auf eine dauerhafte Verpflichtung Freemans nicht auszuüben. In der Winterpause 2022 wurde er erneut bis zum Saisonende an den FC Millwall ausgeliehen.
Anfang Juli 2022 wechselte Luke Freeman ablösefrei zum Zweitligisten Luton Town.

### Nationalmannschaft
2008 absolvierte er im Rahmen des Turniers von Montaigu sein erstes U-16-Länderspiel und erzielte in der Gruppenphase gegen Japan ein Tor. England gewann im Finale gegen Frankreich mit 5:4 nach Elfmeterschießen. Von 2008 bis 2009 spielte er für die englische U-17-Nationalmannschaft. Er gehörte zum englischen Aufgebot bei der U-17-Europameisterschaft 2009 in Deutschland, schied mit dem Team aber bereits in der Vorrunde aus.

## Titel und Erfolge
- Premier Academy League: 2008/09, 2009/10
- FA Youth Cup: 2008/09

International
- Turnier von Montaigu: 2008

Individuelle Auszeichnungen
- Football League Young Player of the Month: April 2012[28]

## Persönliches
Freeman wuchs im Osten Londons auf. Später zog er mit seinen Eltern nach Gravesend, Kent, wo er die St John's Secondary School besuchte.